# Kelly Bishop
Kelly Bishop   (Colorado Springs, 27 de febrer de 1944) és una actriu i ballarina estatunidenca, més coneguda pels seus papers com la matriarca Emily Gilmore a la sèrie Gilmore Girls i com a Marjorie Houseman, la mare de Frances "Baby" Houseman de Jennifer Grey a la pel·lícula Dirty Dancing. Va fer el paper de Sheila a A Chorus Line, per la qual va guanyar un premi Tony a la millor interpretació d'una actriu destacada en un musical. També va actuar com a Fanny Flowers a la sèrie de comèdia dramàtica de curta durada de la cadena ABC Family, Bunheads.

## Primers anys de vida
Va néixer a Colorado Springs, filla de Jane Lenore (nascuda Wahtola) i Lawrence Boden Bishop. Va créixer a Denver, on es va formar com a ballarina de ballet, assistint a la San Jose Ballet School.Als divuit anys, es va dirigir a la ciutat de Nova York i va aconseguir el seu primer treball ballant en una companyia de ballet durant tot l'any al Radio City Music Hall. Bishop va continuar ballant a Las Vegas, estiu i a la televisió fins que va ser escollida el 1967 a Golden Rainbow, el seu primer paper a Broadway.

## Carrera
La gran ruptura de Bishop va arribar quan va ser escollida com la sexy i dura Sheila de la producció de Broadway: A Chorus Line. La seva interpretació li va valer el premi Tony de 1976 com a "Millor actriu de repartiment o protagonista (musical)", així com el premi Drama Desk de 1976 per "Actriu destacada en un musical". També va actuar en les produccions de Broadway de Six Degrees of Separation, Proposicions de Neil Simon, The Last Night of Ballyhoo i Bus Stop, guanyadora del premi Tony. No va passar molt de temps abans que fos repartida al costat de Jill Clayburgh en el drama de la pantalla gran de Paul Mazursky An Unmarried Woman (1978). Bishop es va repartir inicialment en una part molt més petita a la pel·lícula Dirty Dancing de 1987, però va ser cridat a interpretar a Mrs. Houseman quan Lynne Lipton, l'actriu que va assignar el paper, va caure malalta durant la primera setmana de rodatge.
Bishop va passar a interpretar a una "mare" a estrelles de gran prestigi en funcions: Howard Stern a la comèdia dirigida per Betty Thomas, Private Parts (1997), i Tobey Maguire a Wonder Boys (2000). Entre els crèdits addicionals s'inclouen Ich und Er (EUA: Me and Him, 1988), Queens Logic (1991), Café Society (1995), Miami Rhapsody (1995) i Blue Moon (2002). A la televisió, Bishop va protagonitzar The Thorns de Mike Nichols al costat de Tony Roberts i Marilyn Cooper. Va interpretar a la mare de Lisa Ann Walter a My Wildest Dreams. Ha estat protagonista de Kate & Allie, Law & Order, Law & Order: Special Victims Unit i Murphy Brown.
Del 2000 al 2007, Bishop va protagonitzar la sèrie Gilmore Girls de CW Television Network com la rica matriarca de Nova Anglaterra Emily Gilmore, mare de Lorelai i àvia de Rory.
Bishop va estar a Becky Shaw al Second Stage Theatre el 2008. Després va actuar breument en el renaixement de Anything Goes del 2011 al costat de Sutton Foster i Joel Gray. Va substituir Jessica Walter en el paper d'Evangeline Harcourt.
Bishop va protagonitzar Fanny Flowers al programa ABC Family Amy Sherman-Palladino's Bunheads,en què es va reunir amb Sutton Foster. El programa es va cancel·lar després d'una temporada.
Va tornar al paper d’Emily Gilmore a la minisèrie Gilmore Girls: A Year in the Life (2016) a Netflix.

## Vida personal
Resideix a South Orange, Nova Jersey. Estava casada amb el difunt presentador de programes de televisió Lee Leonard.

## Crèdits

### Pel·lícules
| Any  | Títol                               | Paper             | Notes |
| ---- | ----------------------------------- | ----------------- | ----- |
| 1966 | Step Out of Your Mind               | Missy Linden      |       |
| 1978 | An Unmarried Woman                  | Elaine Liebowitz  |       |
| 1982 | O'Hara's Wife                       | Beth Douglas      |       |
| 1986 | Solarbabies                         | Tutor Nover       |       |
| 1987 | Dirty Dancing                       | Marjorie Houseman |       |
| 1988 | Me and Him                          | Eleanor Aramis    |       |
| 1991 | Queens Logic                        | Maria             |       |
| 1993 | Six Degrees of Separation           | Adele             |       |
| 1995 | Miami Rhapsody                      | Zelda             |       |
| 1995 | Cafe Society                        | Mrs. Jelke        |       |
| 1997 | Private Parts                       | Ray Stern         |       |
| 1999 | My X-Girlfriend's Wedding Reception | Sylvia Wienstein  |       |
| 2000 | Blue Moon                           | Peggy's Mother    |       |
| 2000 | Wonder Boys                         | Amanda Leer       |       |
| 2011 | A Novel Romance                     | Lily Sparks       |       |
| 2011 | Friends with Kids                   | Marcy Fryman      |       |
| 2014 | Saint Janet                         | Janet Turner      |       |

### Televisió
| Any       | Títol                             | Paper                 | Notes                                                 |
| --------- | --------------------------------- | --------------------- | ----------------------------------------------------- |
| 1976      | Hawaii Five-O                     | Char                  | Episodi: "Oldest Profession - Latest Price"           |
| 1981      | Advice to the Lovelorn            | Rita Borden           | Pel·lícula de Televisió                               |
| 1982      | Hart to Hart                      | Laura                 | Episodi: "Hart of Diamonds"                           |
| 1983      | The New Odd Couple                | Charity               | Episodi: "Murray's Hot Date"                          |
| 1984      | Kate & Allie                      | Paulette              | Episodi: "Baby"                                       |
| 1985      | The Recovery Room                 | Kaye Brenner          | Pel·lícula de Televisió                               |
| 1987      | As the World Turns                | Grace Wescott Andrews | Sèrie de Televisió                                    |
| 1988      | The Thorns                        | Ginger Thorn          | Paper Principal (12 episodis)                         |
| 1989      | One Life to Live                  | Serena Wyman          | 1 episodi                                             |
| 1990      | The Baby-Sitters Club             | Flora                 | Episodi: "Claudia and the Secret Passage"             |
| 1992      | ABC Afterschool Special           | Roxanne Holden        | Episodi: "Summer Stories: The Mall - Part 1"          |
| 1992      | Law & Order                       | Marian Borland        | Episodi: "Intolerance"                                |
| 1992      | Murphy Brown                      | Connie Silverberg     | Episodi: "Me Thinks My Parents Doth Protest Too Much" |
| 1995      | All My Children                   | Freida Landau         | Sèrie de Televisió                                    |
| 1995      | My Wildest Dreams                 | Gloria James          | Paper recurrent (5 episodis)                          |
| 1996      | One Life to Live                  | Dr. Robbins           | 1 episodi                                             |
| 2000      | Law & Order: Special Victims Unit | Registrar             | Episodi: "Slaves"                                     |
| 2000-2007 | Gilmore Girls                     | Emily Gilmore         | Paper Principal (110 episodis)                        |
| 2008-2009 | Law & Order: Special Victims Unit | Julia Zimmer          | 2 episodis                                            |
| 2009      | Army Wives                        | Jean Calhoun          | Episodi: "Operation: Tango"                           |
| 2010      | Mercy                             | Lauren Kempton        | 4 episodis                                            |
| 2010      | The Good Wife                     | Mrs. Kent (veu)       | Episodi: "VIP Treatment"; sense acreditar             |
| 2012-2013 | Bunheads                          | Fanny Flowers         | Paper Principal (13 episodis)                         |
| 2015      | Sex & Drugs & Rock & Roll         | Elizabeth             | Episodi: "Supercalifragilisticjuliefriggingandrews"   |
| 2015      | Flesh and Bone                    | Mrs. Hawthorn         | Episodi: "F.U.B.A.R."                                 |
| 2015-2016 | The Good Wife                     | Bea Wilson            | 2 episodis                                            |
| 2016      | Gilmore Girls: A Year in the Life | Emily Gilmore         | Paper Principal                                       |

### Teatre
| Any  | Espectacle                 | Paper                                           | Notes |
| ---- | -------------------------- | ----------------------------------------------- | --- |
| 1968 | Golden Rainbow             | Cat-Girl/Ballarina                              | Shubert Theatre |
| 1968 | Promises, Promises         | Clancy's Lounge Patron / Infermera de l'empresa | Shubert Theatre |
| 1968 | Precious Sons              | Bea (en espera)                                 | |
| 1971 | On the Town                | Conjunt de dansa                                | Imperial Theatre |
| 1975 | A Chorus Line              | Sheila                                          | Shubert Theatre Paper Original Premi Tony a la millor actriu destacada en un musical Premi Drama Desk a l’actriu destacada en un musical |
| 1990 | Six Degrees of Separation  | Kitty/Louisa "Ouisa" Kittredge                  | Vivian Beaumont Theater Substitució |
| 1996 | Bus Stop                   | Grace Hoylard                                   | Short revival 29 representacions |
| 1997 | The Last Night of Ballyhoo | Boo Levy                                        | Helen Hayes Theatre Substitució |
| 1997 | Proposals                  | Annie Robbins                                   | Broadhurst Theatre |
| 2011 | Anything Goes              | Mrs. Evangeline Harcourt                        | Stephen Sondheim Theatre Del 9 d'agost del 2011 al 15 de Gener del 2012                                                                  |